# Bosnia ed Erzegovina ai XXIV Giochi olimpici invernali
La Bosnia ed Erzegovina ha partecipato ai XXIV Giochi olimpici invernali, che si sono svolti dal 4 al 20 febbraio 2022 a Pechino in Cina.
La squadra della Bosnia ed Erzegovina era composta da sei atleti (tre maschi e tre femmine) che gareggiavano in tre sport. I portabandiera durante la cerimonia di apertura sono stati la sciatrice alpina Elvedina Muzaferija e lo slittinista Mirza Nikolajev; durante la cerimonia di chiusura la bandiera è stata portata dal fondista Strahinja Erić.

## Delegazione
Di seguito è riportato l'elenco del numero di atleti che hanno partecipato ai Giochi per sport/disciplina.
| Sport        | Uomini | Donne | Totale |
| ------------ | ------ | ----- | ------ |
| Sci alpino   | 1      | 2     | 3      |
| Sci di fondo | 1      | 1     | 2      |
| Slittino     | 1      | 0     | 1      |
| Totale       | 3      | 3     | 6      |

## Sci alpino
La Bosnia ed Erzegovina ha qualificato nello sci alpino un totale di due atleti, un uomo e una donna. Inoltre ha ricevuto un'ulteriore qualificazione femminile durante la riassegnazione.
| Atleta              | Gara                      | 1ª manche | 1ª manche | 2ª manche | 2ª manche | Totale  | Totale   | Totale    |
| Atleta              | Gara                      | Tempo     | Posizione | Tempo     | Posizione | Tempo   | Distacco | Posizione |
| ------------------- | ------------------------- | --------- | --------- | --------- | --------- | ------- | -------- | --------- |
| Emir Lokmić         | Slalom gigante maschile   | 1'08"00   | 29º       | DNF       | DNF       | DNF     | DNF      | DNF       |
| Emir Lokmić         | Slalom speciale maschile  | 58"86     | 35º       | 53"94     | 27º       | 1'52"80 | +8"71    | 27º       |
| Esma Alić           | Slalom gigante femminile  | DSQ       | DSQ       | DSQ       | DSQ       | DSQ     | DSQ      | DSQ       |
| Esma Alić           | Slalom speciale femminile | 1'01"72   | 50ª       | 1'02"93   | 45ª       | 2'04"65 | +19"67   | 45ª       |
| Elvedina Muzaferija | Combinata femminile       | 1'35"89   | 20ª       | DNF       | DNF       | DNF     | DNF      | DNF       |
| Elvedina Muzaferija | Discesa libera femminile  | N.D.      | N.D.      | N.D.      | N.D.      | DNF     | DNF      | DNF       |
| Elvedina Muzaferija | Supergigante femminile    | N.D.      | N.D.      | N.D.      | N.D.      | 1'15"79 | +2"28    | 25ª       |

## Sci di fondo
La Bosnia ed Erzegovina ha qualificato nello sci di fondo un totale di due atleti, un uomo e una donna.
| Atleta         | Gara            | Tempo     | Distacco | Posizione |
| -------------- | --------------- | --------- | -------- | --------- |
| Strahinja Erić | 15 km maschile  | 48'38"3   | +10'43"5 | 87º       |
| Strahinja Erić | 50 km maschile  | 1h21'07"6 | +9'34"9  | 52º       |
| Sanja Kusmuk   | 30 km femminile | DNS       | DNS      | DNS       |

| Atleta         | Gara             | Qualificazioni | Qualificazioni | Quarti di finale | Quarti di finale | Semifinale      | Semifinale      | Finale          | Finale          | Finale          |
| Atleta         | Gara             | Tempo          | Posizione      | Tempo            | Posizione        | Tempo           | Posizione       | Tempo           | Distacco        | Posizione       |
| -------------- | ---------------- | -------------- | -------------- | ---------------- | ---------------- | --------------- | --------------- | --------------- | --------------- | --------------- |
| Strahinja Erić | Sprint maschile  | 3'03"05        | 59º            | Non qualificato  | Non qualificato  | Non qualificato | Non qualificato | Non qualificato | Non qualificato | Non qualificato |
| Sanja Kusmuk   | Sprint femminile | 4'27"99        | 90ª            | Non qualificata  | Non qualificata  | Non qualificata | Non qualificata | Non qualificata | Non qualificata | Non qualificata |

## Slittino
Sulla base dei risultati durante la stagione della Coppa del Mondo di slittino 2021-22, la Bosnia ed Erzegovina ha qualificato un atleta nella gara individuale maschile.
| Atleta          | Gara             | 1ª manche | 1ª manche | 2ª manche | 2ª manche | 3ª manche | 3ª manche | 4ª manche       | 4ª manche       | Totale   | Totale    |
| Atleta          | Gara             | Tempo     | Posizione | Tempo     | Posizione | Tempo     | Posizione | Tempo           | Posizione       | Tempo    | Posizione |
| --------------- | ---------------- | --------- | --------- | --------- | --------- | --------- | --------- | --------------- | --------------- | -------- | --------- |
| Mirza Nikolajev | Singolo maschile | 1'01"667  | 33º       | 1'02"507  | 34º       | 1'01"175  | 33º       | Non qualificato | Non qualificato | 3'05"349 | 34º       |